# Torre del Reloj de la UCV
La Torre del Reloj de la UCV o simplemente el Reloj de la UCV es un monumento tipo campanario que se localiza a un lado de la plaza del rectorado de la Universidad Central de Venezuela en la Ciudad Universitaria de Caracas del Municipio Libertador al oeste de la ciudad de Caracas, al centro norte de Venezuela.
Se trata de una torre de 25 m construida en el año 1953 bajo la dictadura del general Marcos Pérez Jiménez, proyecto liderado por el arquitecto venezolano Carlos Raúl Villanueva en colaboración con el ingeniero Juan Otaola Paván. La estructura conserva sus sistemas originales de electricidad y sonido que datan de la década del 50. 

Su tres bases simbolizan  arte, arquitectura y academia. Como parte de la ciudad universitaria es patrimonio mundial de la humanidad desde el año 2000. Se trata de una punto de referencia obligado dentro de las instalaciones de la Universidad Central de Venezuela y uno de los puntos más conocidos de la ciudad de Caracas, también.